# Adolphe Astruc
Pour les articles homonymes, voir Astruc.
Adolphe Mardochée Astruc, né le 25 septembre 1851 à Bordeaux et mort le 9 septembre 1936 à Argelès-sur-Mer, est un comptable, arbitre de commerce, rabbin et militant associatif français.

## Biographie
Adolphe Astruc se marie avec la fille d'un riche banquier de Perpignan et s'installe, en 1875, comme comptable à Rivesaltes, puis à partir de 1878 à Perpignan, où il est également arbitre de commerce. Juif, il est victime, à la fin du XIXe siècle, d'attaques antisémites dans la presse locale. Le département des Pyrénées-Orientales n'ayant pas de rabbin en résidence, Adolphe Astruc fait office de rabbin lors de cérémonies de la communauté juive locale.
Républicain convaincu, proche du parti radical-socialiste sans pour autant jamais briguer de mandat électif, il participe activement à la vie de la cité, engagé dans de nombreuses causes : création d'un cimetière israélite à Perpignan (1879), création d'un Monument aux morts après la Première Guerre mondiale et bien d'autres. Albert Bausil dit de lui qu'il est « trésorier de toutes les associations philanthropiques, religieuses et savantes » du département.
Sa principale action prend pour cadre l'Association polytechnique des Pyrénées-Orientales (membre de la Ligue de l'enseignement), dont il occupe successivement tous les postes à responsabilités, dont celui de président. Pour son œuvre, il obtient les Palmes académiques en 1885 et la Légion d'honneur en 1924.

## Distinctions
- Chevalier de l'ordre des Palmes académiques en 1985 ;

- Chevalier de la Légion d'honneur par décret du 24 mai 1924.